# Margarita la Diosa de la Cumbia
Margarita María de Santa Teresita Vargas Gaviria (Medellín, 3 de octubre de 1960) es una cantante colombomexicana; de cumbia, bachata, boleros, vallenato y música tropical conocida artísticamente como Margarita la Diosa de la Cumbia. Ha sido galardonada por el Senado de Colombia con la Orden de Caballero en 2012 por su labor artística y trabajo de difusión de la cultura colombiana en el extranjero, principalmente en México. El 27 de febrero de 2018, a través de su cuenta de Instagram, anunció oficialmente su nacionalización mexicana. Actualmente está casada con el empresario mexicano Carlos Becerril, con quien lleva diez años de matrimonio.

## Biografía
Margarita María de Santa Teresita Vargas Gaviria es originaria de Medellín, Colombia. Es la segunda hija de cinco hijos de Félix Vargas y Marina Gaviria. Su padre fue su primera influencia musical cuando fungía como ejecutivo de la cadena RCN. A temprana edad fue llevada a vivir a Barranquilla junto al resto de su familia.
La pérdida de su padre a los 14 años de edad la empujó a trabajar para ayudar a su familia compuesta por su madre, tres hermanas (Claudia, Luz Helena y Luz Marina) y un hermano (Juan Darío). A partir de ese momento desarrolló diversos oficios hasta los 18 años.
Su incursión de lleno en el mundo de la música se dio por esa época, cuando empezó a cantar en fiestas de amigos, con grupos locales en el lobby de hoteles y eventos diversos siendo todavía una adolescente común con una vida normal en su natal Medellín.
Por esa época empezó a tomar forma el sueño de ser artista, porque se dio cuenta de que disfrutaba arriba del escenario y que a la gente le gustaba su voz.
El 17 de enero de 2018 compartió que su hijo mayor Jonathan Alvear sufrió cáncer testicular.

## Inicios profesionales
Antes de ingresar a formar parte de la Sonora Dinamita, Margarita grabó un par de discos de baladas en Medellín, a la vez que visitaba los estudios de Discos Fuentes para trabajar grabando "jingles" para la radio y la televisión. En este mismo lugar el productor musical de la Sonora Dinamita, Víctor Nanni, la escuchó y le dijo que quería "esa voz" para su agrupación, que empezaba a ser muy conocida no solo en Colombia, sino en el extranjero, especialmente en México.
Sin pertenecer totalmente a "La Dinamita", Margarita grabó éxitos como "Oye" (Disco de Platino en México), "La Cumbia del Sida", "La Maleta" y "La Cortina", entre otros, que le permitieron darse a conocer a nivel masivo.
En 1986, Margarita fue invitada a residir en México para convertirse oficialmente en vocalista de la Sonora Dinamita. Fueron 6 años de trabajo incansable recorriendo el país y gran parte de Estados Unidos, hasta que en 1990 tomó la decisión de buscar suerte como solista. Dejó la Sonora Dinamita y firmó con Discos Peerless para grabar con su propio grupo, "Margarita y su Coco Loco", que solo duró 2 años como tal, y que después pasó a ser la "Sonora de Margarita".

## Carrera como solista
A partir de 1990 Margarita inició una carrera en solitario que la ha llevado a grabar 27 álbumes entre discos inéditos, de concepto y recopilaciones.
Durante 8 años consecutivos fue premiada por revistas como Furia Musical como la Mejor Intérprete de la Música Tropical, y se ha hecho merecedora en cuatro ocasiones a los prestigiados Premios Oye! (Premio Nacional a la Música Grabada), entre otros importantes reconocimientos.
En noviembre de 2005, tuvo lugar uno de los acontecimientos más importantes en su carrera artística: la celebración de sus 25 años de trayectoria en el Auditorio Siglo XXI de Puebla, del cual resultó el álbum/DVD Margarita Sinfónica; en esta presentación única, Margarita realizó un recorrido musical entre sus cumbias y las canciones populares más representativas de Colombia, todo fusionado con la Orquesta Sinfónica del Estado de Puebla, su interpretación con el Mariachi 2000 de Cutberto Pérez y los duetos que realizó con La Banda El Recodo, Bacilos y el grupo Pesado.
En 2007, su trayectoria e importancia como artista fue reconocida por Televisa al ser invitada a participar junto a otros grandes de la música (José José, Ednita Nazario, María Conchita Alonso, Napoleón, Ricardo Montaner, Yuri, etc) como "maestra" en los proyectos Cantando por un Sueño y Los Reyes de la Canción.
En 2008 también fue un año muy importante en su carrera: a la par que realizaba la promoción de su álbum Tentaciones, Margarita realizó un exitoso dueto del tema "Colegiala" con la hoy extinta agrupación Caló; esta nueva versión "cumbiatón" de la canción la volvió a poner a la cabeza de las listas de éxitos en México.
Por ese mismo tiempo, se dio su primera participación como actriz en 12 capítulos de la telenovela "romperecords" de los últimos tiempos Fuego en la sangre (la versión mexicana de Pasión de Gavilanes).
Asimismo, a finales de 2008, Margarita fue invitada por Armando Manzanero a participar en el proyecto Las Mujeres de Manzanero, un álbum en el que Margarita interpretó "No Ha Pasado Nada", uno de los grandes boleros del reconocido compositor mexicano. Posteriormente, realizó junto a él la gira alusiva, junto a otras grandes cantantes como Dulce, Rocío Banquells, Arianna, Tania Libertad, Edith Márquez, y Lisset, entre otras.
A finales de 2009, salió al mercado Me quedo contigo, su más reciente álbum de estudio que Margarita ha definido como el "álbum más bailable y festivo" de su trayectoria, el número 25 de vida discográfica. Como un significativo acontecimiento el disco incluye un dueto con Aleks Syntek, el tema "Si supieras", una cumbia pop que el propio Syntek escribió para La Diosa de la Cumbia.
En octubre de 2010, Margarita celebró sus 30 años de trayectoria cumpliendo uno de sus grandes deseos: presentarse por primera vez en el Auditorio Nacional. Como resultado de este concierto, en octubre de 2011 salió al mercado 30 Años de Cumbia – Margarita en vivo desde el Auditorio Nacional (Warner Music), un CD/DVD que Amprofon certificó como doble Dsico de Oro y Disco de Platino por sus ventas en México.
En 2012, durante la entrega de los Premios Oye!, Margarita recibió por cuarta ocasión "La Musa" como Mejor Solista de Música Latina y el prestigiado Premio Social a la Música, otorgado cada año por el Consejo de la Comunicación – Voz de las Empresas, por el tema “Esta Vida”, incluido en el álbum Me quedo contigo.
A finales de 2012 es lanzada al mercado una nueva producción discográfica por Universal Music, el disco titulado Por Fin... Boleros, una producción discográfica que contiene 12 temas, en su mayoría inéditos. En este álbum, Margarita contó con el colombiano Milton Salcedo en la batuta de la producción. Salcedo, radicado en Miami, ha sido uno de los productores y arreglistas de cabecera de la Diosa de la Cumbia por más de 10 años, participando en varios de sus discos de cumbia.
Margarita ha participado durante años en el Teletón México, y en diciembre de 2012 tomó parte en el cierre del mismo, realizando un dueto con los jóvenes artistas Jesse & Joy. Ese mismo año también participó en el primer Teletón USA.

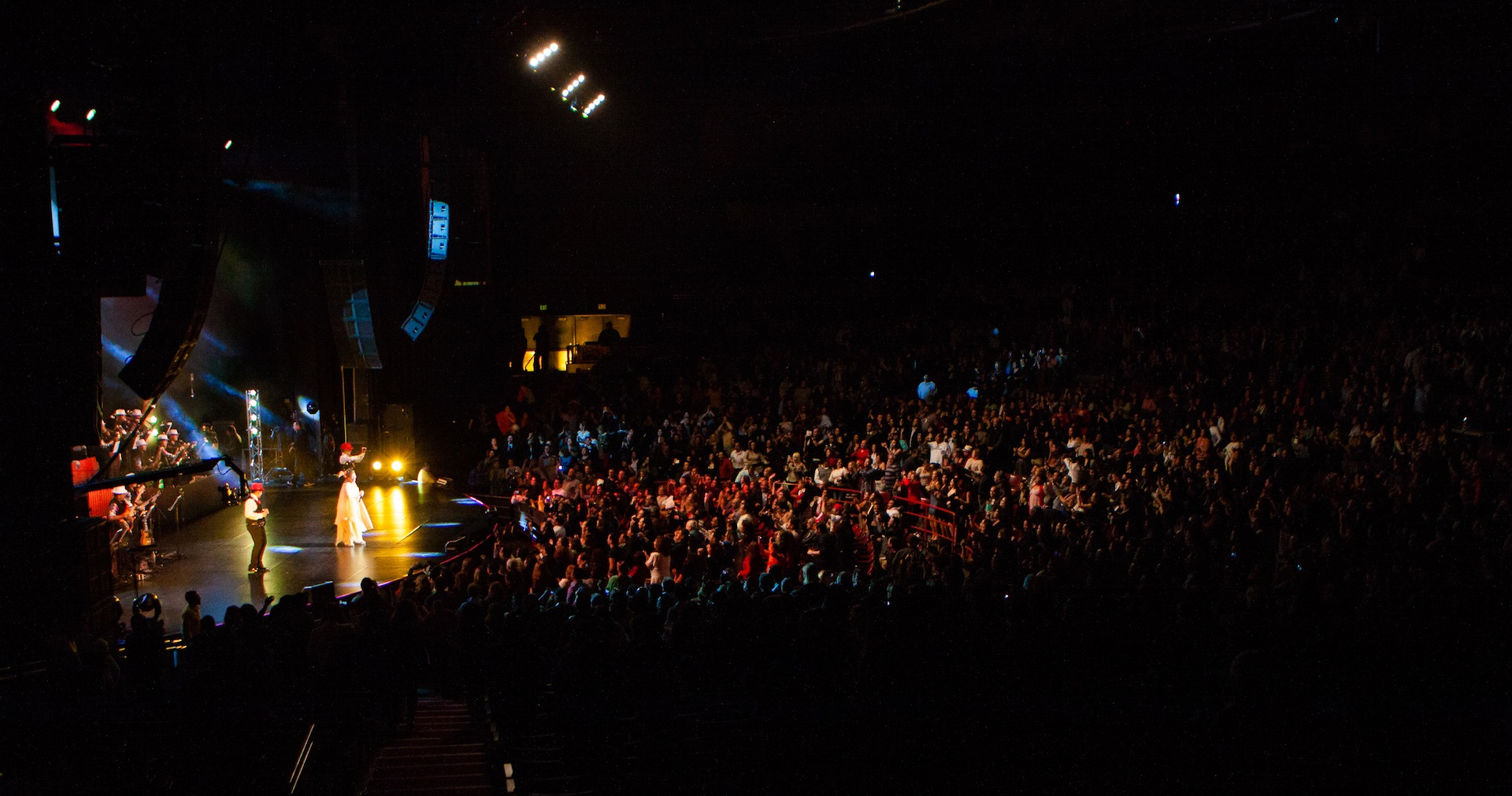
Enero de 2013

El 17 de julio de 2012, Margarita recibió la más alta condecoración que el gobierno de Colombia otorga a sus ciudadanos ilustres en los diferentes campos de las artes y el deporte, "Grado de Caballero", en reconocimiento "a la excelsa labor musical de Margarita Vargas Gaviria, desarrollada en beneficio del folklor y de la identidad cultural del país en el extranjero, especialmente en México", en un acto por demás emotivo que se llevó a cabo en el Salón de la Constitución del Senado de la República de Colombia, un recinto histórico al ser el lugar donde se redactó la Carta Magna, que rige dicho país en la actualidad.
El 26 de enero de 2013, Margarita se presentó por vez primera en el Anfiteatro Gibson de Los Ángeles, un evento en el que el público latino de California se reencontró con ella después de muchos años, y donde realizó la grabación de su siguiente disco, Desde mis raíces.
En 2015, lanzó el primer sencillo de su nueva producción, que tomó más de 1 año de preparación.

## Discografía
| Sello                       | Título                                     | Año de Producción |
| --------------------------- | ------------------------------------------ | ----------------- |
|                             | Margarita                                  |                   |
|                             | Para Este Amor                             |                   |
| Peerless                    | Margarita y su Coco Loco                   | 1990              |
| Peerless                    | La Sonora de Margarita                     | 1991              |
| Peerless                    | Momentos de Amor                           | 1993              |
| Peerless                    | Corona de Espinas                          | 1994              |
| Peerless                    | El Poder del Amor                          | 1995              |
| Peerless                    | Mis Cinco Sentidos                         | 1996              |
| Peerless                    | Momentos de Amor y Cumbia                  | 1997              |
| Peerless                    | Encadenados                                | 1998              |
| Peerless                    | Sentimiento Puro                           | 1999              |
| Peerless                    | Hits Tropicales                            |                   |
| Peerless                    | Margarita La Diosa de la Cumbia            | 2000              |
| Peerless                    | Sentimientos de Amor                       | 2001              |
| Peerless                    | Una Historia…Una Gran Mujer                | 2001              |
| Peerless                    | Peligro                                    | 2002              |
| Warner Music Group          | Cuidado Que Vengo Yo                       | 2004              |
| Warner Music Group          | Margarita Sinfónica                        | 2005              |
| Disa Univision              | Tentaciones                                | 2007              |
| Disa Universal              | Me Quedo Contigo                           | 2008              |
| Warner Music Group          | 30 Aniversario                             | 2010              |
| Peerless/Warner Music Group | Interpreta Boleros... Sentimientos de Amor | 2011              |
| Warner Music Group          | 30 Años de Cumbia – En Vivo                | 2011              |
| Universal Music             | Por Fin Boleros                            | 2012              |
| Warner Music Group          | Desde Mis Raíces – Zona Preferente         | 2013              |
| Warner Music Group          | Sin Fronteras                              | 2015              |

## Temas para telenovelas
| Año  | Título                                    | Telenovela                  |
| ---- | ----------------------------------------- | --------------------------- |
|      |                                           |                             |
| 2023 | golpe de suerte (con Santa fe Klan)       | golpe de suerte             |
| 2018 | Tú eres la razón (con Los Fontana)        | Mi marido tiene más familia |
| 2015 | Como dice el dicho (con Mane de la Parra) | Como dice el dicho          |
| 2013 | Déjalo ir                                 | Corazón indomable           |
| 2006 | La Fea Más Bella (con Jorge Villamizar)   | La fea más bella            |

## Filmografía
- Fuego en la sangre .....Margarita (2008) (Telenovela)
- Corazón Indomable ......Cantante boda de Maricruz (Telenovela)